# Renée Adorée

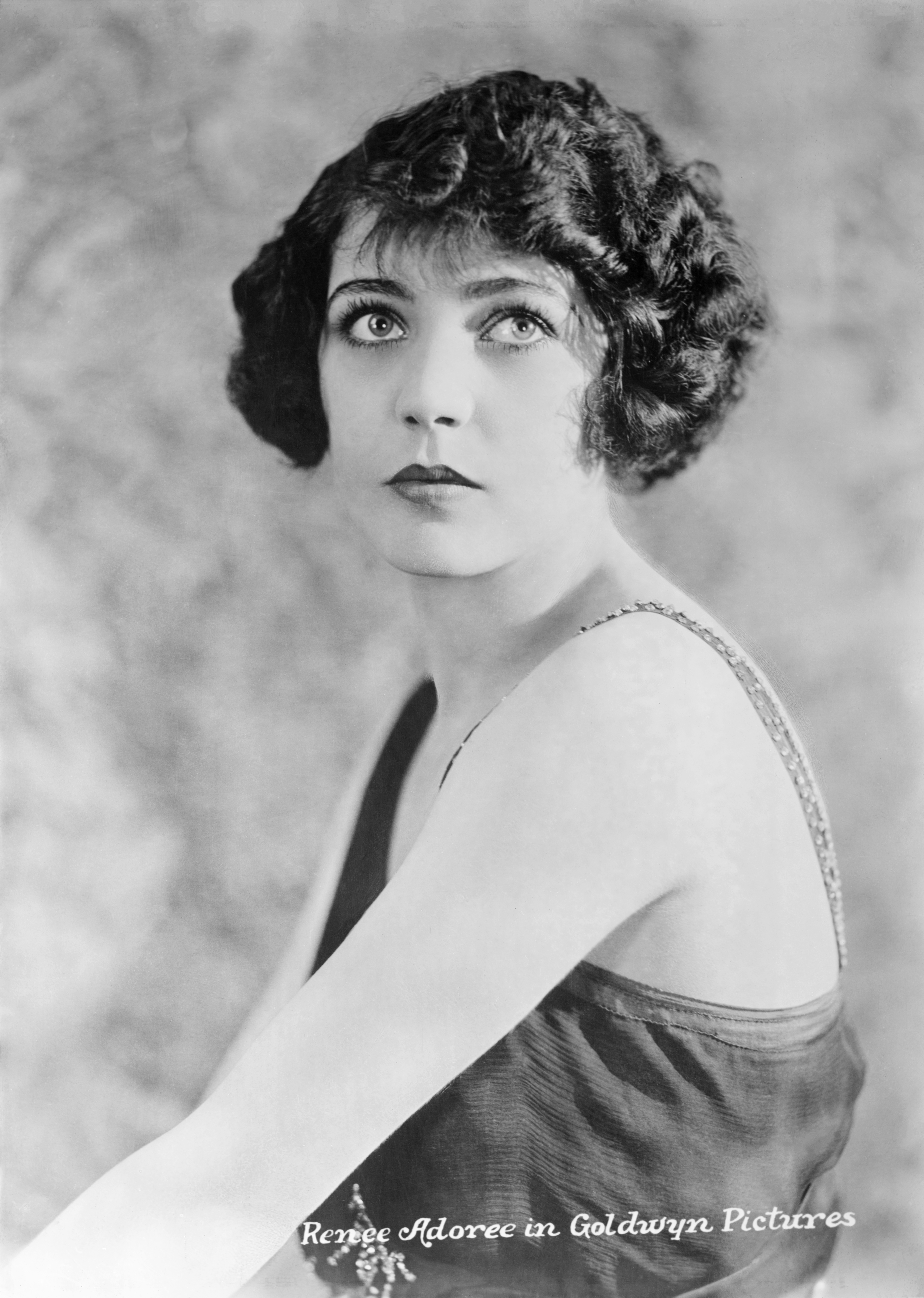
Renée Adorée (ca. 1922)

Renée Adorée, geborene Jeanne de la Fonte, (* 30. September 1898 in Lille, Frankreich; † 5. Oktober 1933 in Tujunga, Kalifornien, USA) war eine französische Schauspielerin.

## Leben
Als Tochter eines Zirkusartistenpaares trat sie schon mit fünf Jahren in der Manege auf und tourte als Teenager mit verschiedenen Theatergruppen durch Europa.
Beim Ausbruch des Ersten Weltkrieges war sie auf Tournee in Russland. Von dort floh sie über London in die USA nach New York City und fand dort mit dem aufstrebenden Filmbusiness ein neues Betätigungsfeld. Ihren Künstlernamen Renée Adorée erhielt sie von dem Filmstudio, für welches sie ihre erste Filmrolle spielte.
Durch kommerziell sehr erfolgreiche Filme wie Die große Parade (1925), die Rolle der Musette in La Bohème (1926) und Die Dame hinterm Vorhang (1928) wurde sie einem breiten Publikum bekannt.
Im Jahr 1921 heiratete sie den Schauspieler Tom Moore, mit dem sie auch den Film Made in Heaven drehte, nach nur sechs Wochen Bekanntschaft in Beverly Hills, doch die Ehe hielt nur drei Jahre. 1927 heiratete sie William Sherman Gill, aber auch diese Ehe scheiterte früh und wurde nach zwei Jahren geschieden.
1930 erkrankte Renée Adorée an Tuberkulose. Sie ließ sich in einem Sanatorium in Prescott, Arizona behandeln und verließ dieses 1933, als sie auf dem Weg der Besserung war, um wieder vor die Kamera zu treten. Doch ihr gesundheitlicher Zustand verschlechterte sich kurz darauf rapide und sie verstarb am 5. Oktober 1933 in Tujunga, Kalifornien kurz nach ihrem 35. Geburtstag.
Am 1. Februar 1960 wurde ihr ein Stern auf dem Hollywood Walk of Fame (1601 Vine Street) gewidmet.

## Filmographie (Auswahl)
- 1918: 500 Pounds Reward
- 1920: The Strongest
- 1921: Made in Heaven
- 1922: A Self–Made Man
- 1922: West of Chicago
- 1922: Honor First
- 1922: Der Graf von Monte Christo (Monte Cristo)
- 1922: Mixed Faces
- 1922: Donnerwetter – Buster Keaton! (Day Dreams) (Kurzfilm)
- 1923: The Six–Fifty (verschollener Film)
- 1923: The Eternal Struggle
- 1924: Women Who Give
- 1924: A Man’s Mate
- 1924: Defying the Law
- 1924: The Bandolero (verschollener Film)
- 1925: Zwei Personen suchen einen Pastor (Excuse Me)
- 1925: Man and Maid (Film Verschollen)
- 1925: Parisian Nights
- 1925: Exchange of Wives
- 1925: Die große Parade (The Big Parade)
- 1926: Der Rabe von London (The Blackbird)
- 1926: Exquisite Sinner
- 1926: Tin Gods (Film Verschollen)
- 1926: Blarney
- 1926: Der brennende Wald (The Flaming Forest)
- 1926: La Bohème (La Bohème)
- 1927: Praterleut' (The Show)
- 1927: Heaven on Earth
- 1927: Mr. Wu (Mr. Wu)
- 1927: On Ze Boulevard
- 1927: Back to God’s Country
- 1928: Die Dame hinterm Vorhang (A Certain Young Man)
- 1928: Verbotene Stunden (Forbidden Hours)
- 1928: Die Kosaken (The Cossacks)
- 1928: The Michigan Kid
- 1928: The Mating Call
- 1928: Es tut sich was in Hollywood (Show People)
- 1928: The Spieler
- 1929: Goldjäger in Kalifornien (Tide of Empire)
- 1929: Das Lied der Südsee (The Pagan)
- 1930: Jenseits des Lebens (Redemption)
- 1930: Der Sänger von Sevilla (Call of the Flesh)